# Jaworzyna (Góry Grybowskie)
Jaworzyna (821,6 m n.p.m.) – zalesiony szczyt w zachodniej części Beskidu Niskiego, w Górach Grybowskich. Jest jednym ze wzniesień leżących w paśmie Koziego Żebra i Czerszli. Administracyjnie leży tuż przy granicy gmin Kamionka Wielka oraz Łabowa.

## Topografia
Jaworzyna znajduje się w paśmie Koziego Żebra i Czerszli, pomiędzy Sapalską Górą (831 m n.p.m.) i Kozim Żebrem (888 m n.p.m.). Uznawana jest za jeden ze szczytów Gór Grybowskich.
Grzbietem Jaworzyny przebiega granica między gminami Kamionka Wielka i Łabowa w powiecie nowosądeckim. Sam szczyt administracyjne znajduje się w gminie Kamionka Wielka. U podnóża góry leży część Kamionki Wielkiej oraz Łabowa.
Góra liczy 821,6 m n.p.m. wysokości. Jest zalesiona. Jej północne stoki opadają ku zabudowaniom Kamionki Wielkiej łagodnymi ramionami, podciętymi dolinami bezimiennych potoków. Swoje źródła bierze tam ponadto potok Kamionka. Południowe zbocza schodzą z kolei gwałtownie ku wodom Kondracikowskiego Potoku i jego dopływów. Od zachodu grzbiet prowadzi przez niewybitną kulminację Magórzycy do szczytu Sapalskiej Góry, natomiast od wschodu – połogim stokiem w kierunku Koziego Żebra.

## Turystyka
Na Jaworzynę prowadzi oznakowany żółty szlak turystyczny. W terenie istnieją również nieoznaczone ścieżki prowadzące pod szczyt i w jej partie podszczytowe. Swój początek biorą w Łabowej oraz Kamionce Wielkiej.

### Szlaki turystyczne
Opracowano na podstawie materiałów źródłowych:
- Nowy Sącz Jamnica – Sapalska Góra (831 m n.p.m.) – Jaworzyna (821,6 m n.p.m.) – Kozie Żebro (888 m n.p.m.) – Florynka – Wawrzka (– Ropa – Gorlice); szlak rozpoczyna się w dzielnicy Nowego Sącza, Jamnicy, po czym prowadzi grzbietem pasma Koziego Żebra i Czerszli. W pobliżu miejscowości Florynka opuszcza to pasmo i biegnie do Wawrzki oraz Ropy. Następnie przebiega przez Bartnią Górę i przełęcz Zdżar, zmierzając do Gorlic.